# Sint-Andreaskerk (Le Bizet)

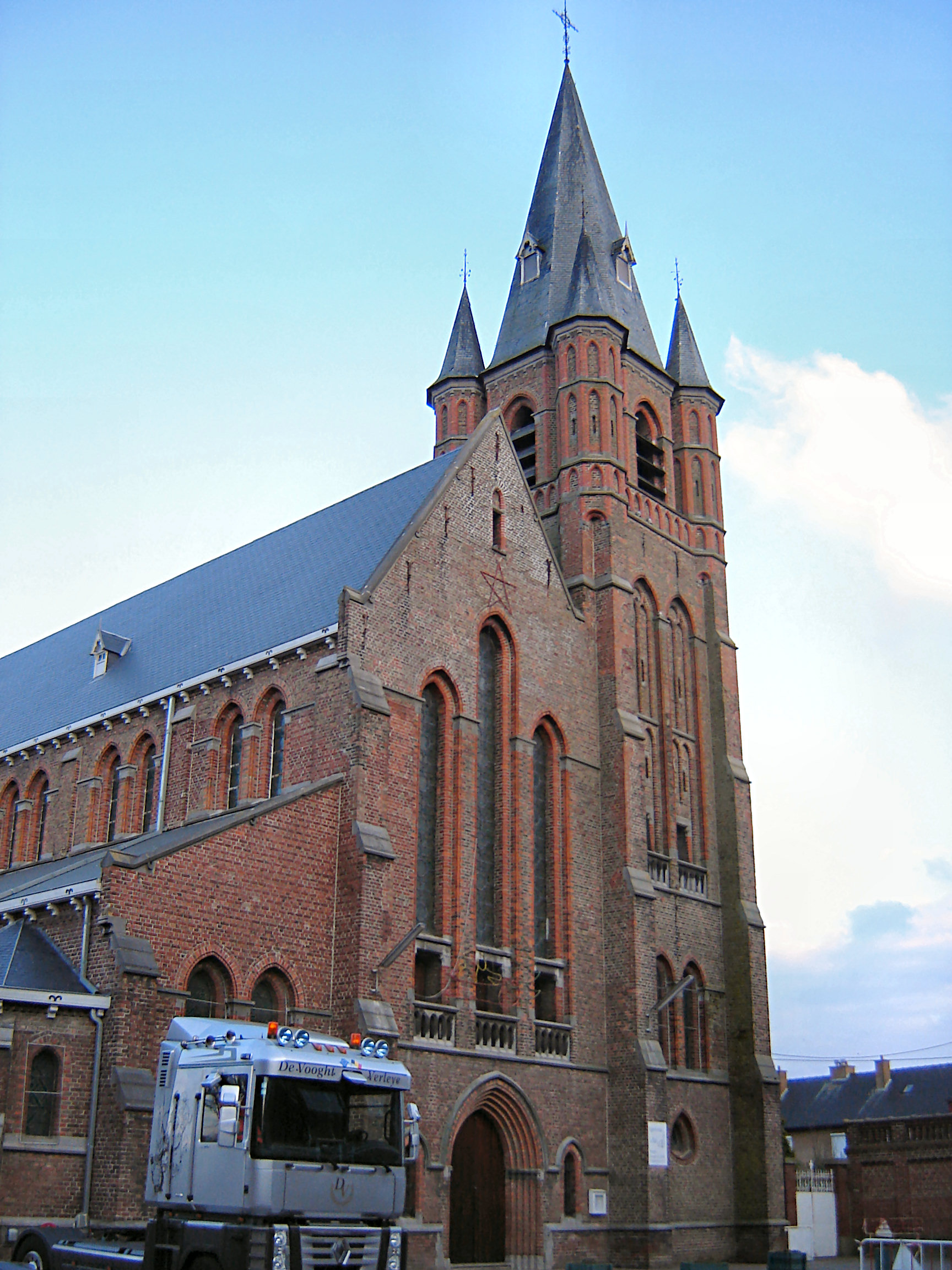
Sint-Andreaskerk

De Sint-Andreaskerk (Frans: Église Saint-André) is de parochiekerk van de tot de Belgische gemeente Komen-Waasten behorende plaats Le Bizet in de provincie Henegouwen.

## Geschiedenis
In 1906 werd de parochiekerk van Le Bizet ingewijd, nadat in 1900 de parochie was gesticht. Tijdens de Eerste Wereldoorlog werd deze kerk echter verwoest. De kerk werd herbouwd naar het oorspronkelijke ontwerp en kon in 1924 weer in gebruik worden genomen. Architect was Jules Coomans.

## Gebouw
Het is een bakstenen neogotische driebeukige kerk waarvan het interieur door een houten tongewelf wordt overkluisd. De naastgebouwde toren heeft vier hoektorentjes. Het koor wordt vijfzijdig afgesloten. Het orgel werd gebouwd in 1930 door Jules Anneessens.